# 12

## Události
- Annius Rufus jmenován prefektem v Judeji na místo Marka Ambivula

- po svržení parthského krále Vonóna I. vládne nový král Artabanos II.

## Narození
- 31. srpna – Caligula, římský císař († 24. ledna 41)

## Hlava státu
- Římská říše – Augustus (27 př. n. l. – 14)
- Parthská říše – Artabanos II. (10/11–38)
- Kušánská říše – Heraios (1–30)
- Čína, dynastie Chan (206 př. n. l. – 220 n. l.) – Wang Mang (8–23)
- Markomani – Marobud (?–37)